# Newsteadia
Newsteadia är ett släkte av insekter som beskrevs av Green 1902. Newsteadia ingår i familjen vaxsköldlöss.

## Dottertaxa tillNewsteadia, i alfabetisk ordning[1][2]
- Newsteadia africana
- Newsteadia americana
- Newsteadia angustilinea
- Newsteadia australiensis
- Newsteadia baloghi
- Newsteadia biracemus
- Newsteadia biroi
- Newsteadia bluntlyspina
- Newsteadia borhidii
- Newsteadia brasiliensis
- Newsteadia caledoniensis
- Newsteadia chihpena
- Newsteadia clavata
- Newsteadia costaricaensis
- Newsteadia endroedyi
- Newsteadia floccosa
- Newsteadia floridensis
- Newsteadia gergoei
- Newsteadia gomyi
- Newsteadia guadalcanalia
- Newsteadia guineensis
- Newsteadia gullanae
- Newsteadia kanayana
- Newsteadia koeroesicsomai
- Newsteadia loebli
- Newsteadia martini
- Newsteadia mauritiana
- Newsteadia milleri
- Newsteadia minima
- Newsteadia monikae
- Newsteadia montana
- Newsteadia morrisoni
- Newsteadia multispina
- Newsteadia myersi
- Newsteadia nepalensis
- Newsteadia perpauca
- Newsteadia pinicola
- Newsteadia richardae
- Newsteadia samoana
- Newsteadia scissa
- Newsteadia setosa
- Newsteadia shiaui
- Newsteadia smetanai
- Newsteadia southafricensis
- Newsteadia spiraculum
- Newsteadia succini
- Newsteadia susannae
- Newsteadia tasmaniensis
- Newsteadia topali
- Newsteadia trisegmentalis
- Newsteadia tristani
- Newsteadia tropicalis
- Newsteadia turbinespina
- Newsteadia wacri
- Newsteadia vasarhelyii
- Newsteadia vietnamensis
- Newsteadia zimmermani